# Shigeo Nakajima
Shigeo Nakajima (中島 成雄, Nakajima Shigeo) est un boxeur japonais né le 18 janvier 1954 à Yuki.

## Carrière
Passé professionnel en 1976, il devient champion du monde des poids mi-mouches WBC le 3 janvier 1980 après sa victoire aux points contre Kim Sung-jun. Nakajima est en revanche battu dès le combat suivant aux points le 24 mars 1980 par Hilario Zapata. Battu également lors du combat revanche, il met un terme à sa carrière sportive l'année suivante sur un bilan de 13 victoires, 5 défaites et 1 match nul.